# Beware of Darkness
Beware of Darkness — второй студийный альбом американской группы Spock’s Beard, выпущенный в 1996 году.

## Об альбоме
Это первая работа группы с участием клавишника Рио Окумото. Он присоединился к Spock’s Beard вскоре после выхода альбома The Light в качестве концертного участника, однако затем стал полноправным членом команды.
В отличие от предыдущего альбома, состоящего из четырёх продолжительных композиций, на Beware of Darkness представлены более короткие треки. Заглавный трек — кавер-версия песни Джорджа Харрисона.
Альбом в целом положительно оценён критиками. Том Юрек с сайта Allmusic оценивает альбом в 3 звезды из 5. По его мнению на пластинке содержатся отсылки к таким исполнителям, как Yes, King Crimson, Genesis, Gentle Giant, Emerson, Lake & Palmer и Пат Мэтини. Также он отмечает более песенно-ориентированную структуру альбома, по сравнению с предыдущей записью.
Критик журнала Rock Hard Михаэль Ренсен оценивает альбом в 10 баллов из 10 и заявляет, что «было бы наглостью поставить другую оценку». Также он отмечает игру Рио Окумото на меллотроне и органе.
Ремастированная версия альбома с двумя бонус-треками была выпущена в 2004 году лейблом Radiant Records.

## Список композиций
Автор всех слов и музыки Нил Морс, если не указано иное.
| №                   | Название              | Автор(ы)            | Длительность |
| ------------------- | --------------------- | ------------------- | ------------ |
| 1.                  | «Beware of Darkness»  | Джордж Харрисон     | 5:41         |
| 2.                  | «Thoughts»            |                     | 7:10         |
| 3.                  | «The Doorway»         |                     | 11:27        |
| 4.                  | «Chatauqua»           |                     | 2:49         |
| 5.                  | «Walking on The Wind» |                     | 9:06         |
| 6.                  | «Waste Away»          |                     | 5:26         |
| 7.                  | «Time Has Come»       |                     | 16:33        |
| Общая длительность: | Общая длительность:   | Общая длительность: | 58:12        |

| №                   | Название                    | Длительность |
| ------------------- | --------------------------- | ------------ |
| 8.                  | «The Doorway (демо)»        | 10:26        |
| 9.                  | «Beware of Darkness (демо)» | 5:12         |
| Общая длительность: | Общая длительность:         | 73:50        |

## Участники записи
Spock’s Beard
- Нил Морс — вокал, фортепиано, синтезатор, бузуки, акустическая гитара, электрогитара
- Алан Морс — соло-гитара, виолончель, бэк-вокал
- Рио Окумото — орган Хаммонда, меллотрон
- Дейв Мерос — бас-гитара
- Ник Д’Вирджилио — ударные, перкуссия, бэк-вокал

Приглашённые музыканты
- Молли Пасутти, Ванда Хьюстон — бэк-вокал на «Beware of Darkness»

Производство
- Spock’s Beard — продюсирование
- Фрэнк Росато — звукоинженер, микширование (треки 1, 3, 4, 6)
- Кевин Гилберт — микширование (треки 2, 5, 7), звуковые эффекты
- Кен Лав — мастеринг

Оформление альбома
- Джон Богехолд — дизайн обложки, фотографии
- Крейг Аллен — графический дизайн